# Магльований Анатолій Васильович
Магльований Анатолій Васильович (10 квітня 1955) — український науковець у галузі фізіології, спортивної медицини, фізичного виховання, фізичної реабілітації, валеології та санології, педагог, організатор вищої медичної освіти в Україні, Заслужений працівник фізичної культури і спорту України, доктор біологічних наук, професор, заслужений професор Львівського національного медичного університету імені Данила Галицького, академік Національної академії наук вищої освіти України, Doctor Honoris Causa (почесний доктор) Львівського державного університету фізичної культури, проректор з науково-педагогічної роботи Львівського національного медичного університету імені Данила Галицького.

## Біографія
Народився в селі Шипка, Григоріопольського району, Молдавська РСР.
Майстер спорту з важкої атлетики.
Закінчив спортивний факультет Львівського інституту фізичної культури та спорту з відзнакою (1980).
Працював: викладач (1980—1983), старший викладач (1983—1989), доцент (1991), завідувач кафедри фізичного виховання та спортивної медицини (1991—2015), професор (1995), Заслужений працівник фізичної культури і спорту України (1999), академік АН ВО України (2009), заслужений професор Львівського національного медичного університету імені Данила Галицького (2010), професор кафедри фізичного виховання і спортивної медицини (від 2015), проректор з науково-педагогічної роботи Львівського національного медичного університету імені Данила Галицького (від 1999).
Присвоєно звання Doctor Honoris Causa Львівського державного університету фізичної культури (рішення вченої ради 18 жовтня 2016 р.).
У 1986 році проходив стажування у Ленінградському інституті вдосконалення лікарів за спеціальністю «Спортивна медицина».
У 1996 році проходив стажування у Одеському національному медичному університеті, у 2001 і 2011 у Національній медичній академії післядипломної освіти імені П. Л. Шупика зі спеціальності лікарський контроль та лікувальна фізична культура, валеологія і фізичне виховання, у 2017 році підвищення кваліфікації у Інституті післядипломної освіти Національного університету водного господарства та природокористування в галузі знань 22 «Охорона здоров'я» зі спеціальності 227 «Фізична реабілітація».
У 1988 р. захистив дисертацію «Взаимосвязь показателей умственной и физической работоспособности у студентов с разным уровнем двигательной активности» на здобуття наукового ступеню кандидата біологічних наук зі спеціальності «14.00.17 — нормальна фізіологія» у спеціалізованій вченій раді Львівського державного медичного інституту, науковий керівник д. мед. н., професор Сафронова (Паустовська) Галина Борисівна.
У 1993 р. захистив дисертацію «Закономірності взаємозв'язку розумової і фізичної працездатності студентів і методи оптимізуючого управління ними засобами фізичного виховання і спорту» на здобуття наукового ступеню доктора біологічних наук зі спеціальності 05.13.06 «Автоматизовані системи управління та прогресивні інформаційні технології» у спеціалізованій вченій раді інституту кібернетики імені В. М. Глушкова НАН України, м. Київ, науковий консультант академік НАМН України та академік НАН України, д. мед. н., професор Навакатікян Олександр Оганесович.

## Наукова діяльність
Магльований Анатолій підготував 13 кандидатів та 2 докторів наук, є автором та спів автором близько 800 наукових та навчально-методичних праць, зокрема, 3 підручників, 9 навчально-методичних посібників, 35 монографій, книг та біобібліографічних видань, 20 патентів, 7 раціоналізаторських пропозицій, 2 інформаційних листів, 419 статей (вітчизняних — 334, закордонних - 85) у виданнях, що входять до різних наукометричних баз даних, більше як 70 методичних рекомендацій..
Професор А. В. Магльований є головним редактором газети «Альма-матер», членом редакційних колегій 7-ми наукових видань, 1-єї спеціалізованої Вченої ради із захисту докторських дисертацій, проблемних комісій та галузевих робочих груп Міністерства охорони здоров'я України, Міністерства молоді і спорту України, головою міжвузівської науково-методичної комісії з питань фізичного виховання, спорту і здоров'я, членом Олімпійської ради Відділення Національного олімпійського комітету України у Львівській області [Архівовано 23 грудня 2014 у Wayback Machine.].
Протягом 1985 до 1990 років був членом комплексних наукових груп (КНГ) збірних команд СРСР та України зі стрільби з лука та футбольної команди «Карпати» Львів.
У 1989 р. з ініціативи  Магльованого А. В. у Львові було започатковано спортивну реабілітацію інвалідів засобами стрільби з лука.
Професор А. В. Магльований є членом виконкому Відділення Національного олімпійського комітету України у Львівській області [Архівовано 23 грудня 2014 у Wayback Machine.].

## Публікації

### Підручники
- Массовая физическая культура в вузе: / Бердников И. Г., Маглеванный А. В., Максимова В. Н. и др. // Учебное пособие. — М.: Высшая школа, 1991. — 176 с.
- Санологія (медичні аспекти валеології) [Текст] : підруч. для лікарів-слухачів закл. (ф-тів) післядиплом. освіти вищ. навч. мед. закл. України III—IV рівнів акредитації / Апанасенко Г. Л., Попова Л. А., Магльований А. В. — К.; Л. : Кварт, 2011. — 302 с. : табл., рис. — Бібліогр.: с. 298—302. — 500 экз. — ISBN 978-966-8792-75-5
- Фізична реабілітація, спортивна медицина : підручник для студ. вищих мед. навч. закладів / В. В. Абрамов, В. В. Клапчук, О. Б. Неханевич, А. В. Магльований [та ін.]; за ред. професора В. В. Абрамова та доцента О. Л. Смирнової. — Дніпропетровськ, Журфонд, 2014. — 456 с. : іл. 79 — ISBN 976-617-7146-38-6

### Посібники
- Психолого-педагогічні проблеми удосконалення навчального процесу / Магльований А. В., Попеску І. К., Бесклубенко І. В., Фостяк І. М. // ЛДУ ім. І. Франка, 1998. — 60 с.
- Основи фізичної реабілітації. / А. В. Магльований, В. Н. Мухін. — Львів: ВКП «ВМС», 1999. — 119 с. ISBN 5-7763-2350-9
- Physical medicine and rehabilitation / Магльований А. В., Вдовиченко І. О., Данилейченко І. В. // — Львів: Ліга-Прес, 2000. — 72 с.
- Силова підготовка студентів та школярів [Текст] : навч.-метод. посіб. / В. Д. Мартин, А. В. Магльований, П. П. Ревін [та ін.] ; М-во України у справах молоді та спорту, Львів. держ. ін-т фізичної культури. — Львів : Ліга-Прес, 2005. — 108 с. ISBN 966-8293-83-5
- Лікувальна фізкультура та спортивна медицина. Тестові завдання для контролю знань студентів медичного та стоматологічного факультетів вищих медичних закладів ІУ рівня акредитації / Магльований А. В., Клапчук В. В., Абрамов В. В. [та ін.] // — Дніпропетровськ, 2005. 124 с.
- Основи фізичної реабілітації / Магльований А. В., В. М. Мухін, Г. М. Магльована // — Львів: Ліга-Прес, 2006—148 с. ISBN 966-367-018-6
- Лікарські форми, що застосовуються в консервативній стоматології (англ.) Medications Commonly Used in Therapeutic in Conservative Dentistry [Текст] : [навч. посіб.] / Anatolyy Mahlovanyy, Ihor Hrynovets, Olha Ripetska, Volodymyr Hrynovets, Ihor Deneha ; МОЗ України, Львів нац. мед. ун-т ім. Данила Галицького — Львів : [б. в.], 2015. — 104 с. — Бібліограф.: 102—104 — 300 прим.. ISBN 978-966-613-893-3
- Сучасні методологічні засади виховання особистості лікаря та провізора у вищих навчальних закладах [Текст] : [навч. посіб.] / А. В. Магльований, М. В. Вісьтак, В. С. Гриновець [та ін.]; за загальною ред. Б. С. Зіменковського; МОЗ України, Львів нац. мед. ун-т ім. Данила Галицького — Львів : [б. в.], 2018. — 162. — Бібліограф.: 160—162. — 200 прим.. ISBN 978-617-7196-06-7
- Bases of physical rehabilitation in medicine [Text] / Mahlovanyy A.V., Hrynovets V.S., Kuninets O.B., Chervinska L.O., Hrynovets I.S., Mahlovana G.M., Ripetska O.R., Buchkovska A.Yu., Hysyk M.V. — Lviv, 2019. — 70p. — ISBN 978-83-943813-2-5

### Монографії
- Системный анализ механизмов оптимизации електрической активности мозга и повышения умственной работоспособности студентов [Текст] : [Біобібліогр.] / Магльований А. В. //   Деп. монографія МРЖ — 1990. — № Д — 19670. — №. 9. — С. 87 (160 с.)
- Здоров’я і освіта  [Текст] : [Біобібліогр.] / А. В. Магльований // Збірник І Всеукраїнської наук.-практ. конф. / А. В. Магльований. — Львів : В-во «Ліга Прес», 1993. — 333 с.
- Працездатність студентів: оцінка, корекція, управління [Текст] : [Біобібліогр.] / А. В. Магльований, Г. Б. Сафронова,  Г. Д. Галайтатий, Л. А. Белова. — Львів : «Львівська політехніка», 1997. — 126 с ISBN 5-7763-8841-4
- Організм і особистість. Діагностика та керування. / А. Магльований, В. Белов, А. Котова. — Львів: Медична газета України, 1998. — 250 с. — ISBN 5-7763-2099-2
- Danylo Halytskyi State Medical University in Lviv. year 2001. Editor in Chief: Zimenkovsky., Lviv. Nautilus Publishing House. 2001. — 320 p. ISBN 966-95745-1-X
- Львівський національний медичний університет імені Данила Галицького: рік 2004. Львів, Наутілус, 2004. — 371 с. ISBN 966-95745-9-5
- Реалізація здорового способу життя / М. Лук'янченко, Ю. Шкребтій, А. Магльований, Е. Болох, А. Матвєєв. — Дрогобич: «Коло», 2005. — 624 с. ISBN 966-7482-15-9
- Фізична реабілітація та спортивна медицина (профільні кафедри і курси вищих медичних та фізкультурних закладів освіти України) [Текст] : [Біобібліогр.] / А. В. Магльований, В. В. Абрамов, О. Л. Смирнова [та ін.]. // за ред. В. В. Клапчук. — Львів : ПП «Кварт», 2006. — 84 с. ISBN 966-397-029-4
- Спортивна медицина України: історія, сьогодення та майбутнє [Текст] : [Біобібліогр.] / А. В. Магльований, В. В. Клапчук, В. В. Абрамов, О. Л. Смирнова, О. Б. Кунинець  [та ін.]. // За ред. В. В. Клапчука, Ю. П. Дехтярьова. — Київ — Дніпропетровськ: ДеліТа, 2006. — 156 с. — ISBN 966-397-029-7
- Професор Георгій Семенович Чучмай — лікар, вчений, педагог [Текст] : [Біобібліогр.] / В. М. Зубачик, А. В. Магльований, С. Й. Кухта та ін., 2006. — 102 с. — ISBN 966-8792-24-6 (Відомі професори Львівського національного медичного університету імені Данила Галицького).
- Біля витоків стоматологічного факультету у Львові: професор Любомира Луцик [Текст] : [Біобібліогр.] / А. В. Магльований, В. Зубчик, В. Гриновець, С. Кухта. — Львів : ПП «Кварт», 2007—108 с.,65 іл. — ISBN 966-8792-29-7 (Відомі професори Львівського національного медичного університету імені Данила Галицького')
- Професор Олександр Васильович Коваль — перший декан стоматолог-гічного факультету у Львові [Текст] : [Біобібліогр.] / Магльований А. В., І. Готь, В. Гриновець // Львів : ПП «Кварт», 2007. — 108 с., 38 іл. — ISBN 978-8792-33-5 (Відомі професори Львівського національного медичного університету імені Данила Галицького)
- Михайло Васильович Даниленко ─ лікар, науковець, громадянин [Текст] : [Біобібліогр.] / А. В. Магльований, Б. С. Зіменковський, В. С. Гриновець, В. І. Тищенко. — Львів : ПП «Кварт», 2008. — 158 с., 65 іл. — ISBN 966-8792-19-X (Відомі професори Львівського національного медичного університету імені Данила Галицького')
- Становлення стоматологічного факультету у Львові: професор Євстахій Володимирович Гоцко [Текст] : [Біобібліогр.] / А. В. Магльований,  Б. С. Зіменковський, В. С. Гриновець [та ін.]. — Львів : ПП «Кварт», 2008. — 136 с. — ISBN 966-8792-16-5 (Відомі професори Львівського національного медичного університету імені Данила Галицького')
- Стоматологічному факультетові у Львові — 50 років [Текст] : [Біобібліогр.] / Р. М. Ступницький, А. В. Магльований, В. С. Гриновець, В. С.  Кухта. — Львів : ПП «Кварт», 2008. ─ 220 с. — ISBN 978-966-613-893-3
- Львівський національний медичний університет імені Данила Галицького: довідник 2009. Зіменковський Б.C., ред. — Львів: Наутілус, 2009. — 412 с. ISBN 966-95745-9-5
- Мартинів Степан Михайлович — видатний український науковець, педагог, клініцист [Текст] : [Біобібліогр.] / А. В. Магльований, В. А. Монастирський, В. В. Чоп’як, В. С. Гриновець, І. В. Шавалюк. — Львів : ПП «Кварт», 2010. ─ 158 с. — ISBN 978-966-8792-56-4 (Відомі професори Львівського національного медичного університету імені Данила Галицького')
- Професор Олійник Степан Федорович –  вчений, педагог,  лікар [Текст] : [Біобібліогр.] / Я.-Р. М. Федорів, А. В. Магльований, В. С. Гриновець. — Львів : ПП «Кварт», 2010. ─ 94 с. — ISBN 978-966-8792-55-7 (Відомі професори Львівського національного медичного університету імені Данила Галицького')
- Професор Кузьменко Леонід Миколайович — організатор львівської медичної школи середини XX сторіччя [Текст] : [Біобібліогр.] /  Б. С. Зіменковський, А. В. Магльований, В. С. Гриновець. — Львів : ПП «Кварт», 2010. ─ 83 с. — ISBN 966-8792-57-1 (Відомі професори Львівського національного медичного університету імені Данила Галицького')
- Масний З. П. Проблеми деонтології в сучасній українській медицині / А. В. Магльований   // Передмова. Здоров'я — джерело сил людини / А. В. Магльований [та ін.]. — Львів: Літературна агенція «Піраміда», 2010. 80 с.
- Енциклопедія Львова : [Текст] : [Біобібліогр.] / А. В. Магльований [та ін.] // за ред. А. Козицького. / А. В. Магльований. — Львів: «Літопис», 2012. — 816 с.ISBN 978-966-7007-68-3 ISBN 978-966-8853-23-4 (T. 4)
- Гуманітарні та ресурсні проблеми національної безпеки України : [Текст] : [Біобібліогр.] / Дубина М. І., Магльований А. В., Апанасенко Г. Л.  [та ін.] ; Академія наук вищої освіти України (Книга 2). — К. : Експрес-Поліграф, 2012. — 368 с. : рис., табл. — ISBN 978-966-2530-31-5
- Саналогия. Основы управления здоровьем : [Текст] : [Біобібліогр.] / Г. Л. Апанасенко, Л. А. Попова, А. В. Магльований. — LAMBERT (Германия), 2012. — 404 с. : рис., табл. ISBN 978-3-659-22780-6
- Львівський національний медичний університет імені Данила Галицького — 230. Історичне ювілейне видання. / Б. Зіменковський, М. Гжегоцький, А. Магльований [та ін.]. — Київ: ТОВ «Видавничий центр “Логос Україна”», 2014. — 295 с. — ISBN 978-966-1581-21-9
- Encyclopedia. Львівський національний університет імені Івана Франка: в 2 т. / А. В. Магльований, В. С. Гриновець, О. Б. Надрага  [та ін.]. — Львів: ЛНУ імені Івана Франка, 2014. — Т. 2: Л-Я. — 762 c.- ISBN 978-966-613-893-3 (3).
- Medications Commonly Used in Therapeutic in Conservative Dentistry [Текст] : [Біобібліогр.] / Anatolyy Mahlovanyy, Ihor Hrynovets, Olha Ripetska, Volodymyr Hrynovets, Ihor Deneha. — Львів : ПП «Кварт», 2015. ─  104 с. ISBN 966-8792-89-2
- Борис Семенович Зіменковський [Текст] : [Біобібліогр.] / А. В. Магльований  // Борис Семенович Зіменковський — біобібліографічне видання / авт. кол.: А. В. Магльований, О. Д. Луцик, Н. В. Кучумова, М. С. Надрага, А. Г. Гриновець. — Львів : ПП «Кварт», 2015. — 218 с. — ISBN 978-966-8792-90-8
- Медики і медицина в житті та діяльності Митрополита Андрея Шептицького (До 150-річчя від дня народження) : біобібліографічний покажчик [Текст] : [Біобібліогр.] / уклад. : М. С. Надрага, О. М. Кріль, С. В. Васільєва, Л. С. Метельська; наук. ред. А. В. Магльований; Львівський національний медичний університет імені Данила Галицького, Наукова бібліотека. — Львів, 2015. — 94 с.
- Монастирський Володимир Анатолійович — відомий український вчений в галузі біології та медицини [Текст] : [Біобібліогр.] / А. В. Магльований, В. С. Гриновець — Львів : ПП «Кварт», 2016. — 104 с., іл. (Відомі професори Львівського національного медичного університету імені Данила Галицького) — ISBN 978-966-613-893-3
- Application of different мedicinal forms, in dental practice [Текст] : [Біобібліогр.] / I. Hrynovets, A. Mahlovanyy, I. Deneha, O.Ripetska, V. Hrynovets, A. Buchkovska — Gorlice : Gorlicka Drukarnia Akcydensowa «rafgor». — 2016. Wydanie І. — 105 p. — ISBN 978-83-943813-1-8
- HEALTH PROBLEMS IN UKRAINE AND POLAND. / A. Buchkovska, Yu. Svystun, A. Mahlovanyy, O. Ripetska, M. Renka, I. Hrynovets, V. Hrynovets. // Edited by Professor Oleh Lyubinets (Lviv, Ukraine), Professor Katerina Sigit (Szczecin, Poland) — Lviv: Editorial House of the Lviv Regional Charity Fund «Medicine and Law», 2017. — 236 p.
- «Народний лікар» Панчишин Мар'ян (До 135-річчя від дня народження) : біобібліографічний покажчик [Текст] : [Біобібліогр.] / уклад. : А. В. Магльований, М. С. Надрага, С. В. Васільєва, О. М. Кріль ; наук. ред. А. В. Магльований; Львівський національний медичний університет імені Данила Галицького, Наукова бібліотека. — Львів, 2017. — 172 с. http://medlib.lviv.pro/bibliografichni-pokazhchiki-biblioteki-u-vseukrayinskomu-bibliotechnomu-biografichnomu-reytingu-2017 [Архівовано 28 квітня 2018 у Wayback Machine.]
- Дмитро Зербіно — Життя, присвячене науці (до 90-річчя від дня народження)  / укладачі: М. С. Надрага, С. В. Васільєва, О. М. Кріль, О. П. Малюк, Н. М. Бродс ; науковий редактор А. В. Магльований ; Львівський національний медичний університет імені Данила Галицького. — Львів, 2017. — 180 с. — (Біобібліографія вчених України). http://medlib.lviv.pro/bibliografichni-pokazhchiki-biblioteki-u-vseukrayinskomu-bibliotechnomu-biografichnomu-reytingu-2017 [Архівовано 28 квітня 2018 у Wayback Machine.]
- Медики і медицина в житті та діяльності Митрополита Андрея Шептицького матеріали до біобібліографістики / уклад. : М. С. Надрага, Л. С. Метельська, О. М. Кріль, С. В. Васільєва, А. В. Магльований ; наук. ред. Б. С. Зіменковський; Львівський національний медичний університет імені Данила Галицького, Наукова бібліотека, Наукова бібліотека. — Дид. 2-ге, оновл. і допов. — Львів, 2018. — 138 c.
- Physical education and sports as a factor of physical and spiritual improvement of the nation / Grygus Ihor Mykhailovych, Kashuba Vitalii Oleksandrovych, Mahlovanyi Anatolii Vasylovych, Skalski Dariusz Vladyslav : Scientific monograph. Riga, Latvia : “Baltija Publishing”, 2022. 466 p.
- Influence of physical culture and sports on the formation of an individual healthy lifestyle / Grygus Ihor Mykhailovych, Kashuba Vitalii Oleksandrovych, Mahlovanyi Anatolii Vasylovych, Skalski Dariusz Vladyslav : Scientific monograph. Riga, Latvia : “Baltija Publishing”, 2023. 396 p.  http://baltijapublishing.lv/omp/index.php/bp/catalog/book/396
- ВОЛОДИМИР ІВАСЮК. Я хочу, щоб збулась ЛЮБОВ матеріали до 75 ліття від дня нароження. ЛНМУ імені Данила Галицького, 4 березня 2024 р. / уклад. : Олена Білоус, Данило Камінський, Анатолій Магльований, Орест Чемерис ; автор проекту Олена Білоус ; DES ART GROUP. Львів : 2024, 40 с.

## Нагороди і відзнаки
За вагомі здобутки у науково-педагогічній діяльності, непересічні організаторські здібності А. В. Магльований неодноразово відзначався грамотами Міністерства охорони здоров'я України, Міністерства молоді і спорту України та державними нагородами:
- знаком «Відмінник освіти України» (1995)
- «Заслужений працівник фізичної культури і спорту України» (1999)
- відзнакою «Україна Демократія Свобода» (2000)
- орденом Богдана Хмельницького II ступеня (2004)
- медаллю Академії педагогічних наук України «Ушинський К. Д.» (2009)
- медаллю «20 років АН ВО України» (2012)
- відзнакою Смарагдовий Хрест «За футбольні заслуги» (2014)
- орденом Спасителя нашого Ісуса Христа (2015)
- почесною відзнакою «За заслуги у розвитку студентського спорту» (2016)
- орденом Святого Миколая І-го ступеню УПЦКП Львівсько-Сокальська Митрополія (2018)
- почесною відзнакою «Орден Гетьмана Петра Сагайдачного II ступеня» (2023)